# Batalla de Vezins
Batalla de Vezins o Batalla de Bois-Grolleau tingué lloc el 19 d'abril de 1793 durant la Revolta de La Vendée.

## Preludi
- Articles detallats: Batalla de Chemillé (11 d'abril de 1793), Segona Batalla de Coron (9-11 d'abril de 1793) i Batalla dels Aubiers (1793).

El 10 d'abril, les forces republicanes d'Angers, comandades pel general Berruyer, van llançar una ofensiva a les Mauges amb tres columnes. La del general Gauvilliers molesta les forces de Bonchamps a Mesnil-en-Vallée i es fa amo de Saint-Florent-le-Vieil. La columna dirigida directament per Berruyer va ser retrocedida inicialment cap a Chemillé, però va capturar la ciutat el 13 o el 14 d'abril. La tercera columna, comandada per Leignoyer, va derrotar Stofflet a Coron i va prendre posició el 12 d'abril a Vezins, a uns quinze quilòmetres al nord-oest de Cholet. El 16 d'abril, les avançades de Berruyer i Leigonyer es van comunicar juntes a prop de Nuaillé. El dia 17, per ordre del general Leigonyer, les dues companyies de granaders de les guàrdies nacionals de Saumur i Montreuil-Bellay van ocupar el castell de Bois-Grolleau. Van cobrir fins a la ciutat de Cholet, on no van trobar cap resistència, abans de tornar al seu lloc. El mateix dia, el comandant Villemet, segon al comandament de Leigonyer, va resultar ferit en un encontre al castell de la Crilloire, prop de Maulévrier.
Les forces insurgents d'Anjou, comandades per D'Elbée, Bonchamps, Stofflet i Cathelineau, van tornar a caure sobre Tiffauges el 13 d'abril. Tanmateix, el mateix dia, a Deux-Sèvres, una concentració dirigida per Henri de La Rochejaquelein va posar en fugida les forces del general republicà Quétineau a Aubiers, i es va llançar a Tiffauges portant polvora i municions, de les quals els insurgents mancaven molt. Revigoritzats per aquesta ajuda, els vendeans van marxar cap a Cholet el 16 d'abril.
Per part dels republicans, l'anunci de la derrota de Quétineau i el mal estat de les seves tropes van paralitzar Berruyer, que no gosava avançar més, malgrat la situació encara més crítica dels insurrectes. Quan se li va informar del contraatac de la Vendée, va ordenar a Gauvilliers que es traslladés a Montrevault i Beaupréau (que seria ocupat el 20 i el 21 d'abril), mentre que ell mateix marxaria el dia 19 amb 2.000 homes per prendre posició el maig.

## Procés
El 19 d'abril, els Vendeans van atacar les avantguardes republicanes a prop de Cholet. Els granaders es van trobar envoltats al castell del Bois-Grolleau, a l'est de la ciutat. Llavors, Leigonyer va enviar com a reforços 2.000 homes que es van enfrontar als insurgents a les terres de Pagannes. Però els republicans són foragitats ràpidament i tornen a desordenar-se sobre Vezins. A la seva arribada, el pànic s'estén entre la resta de les tropes i la derrota esdevé gairebé general. Els Vendeans van entrar a Vezins gairebé sense trobar resistència. Només els 250 homes d'un mig batalló de voluntaris del Finisterre van donar suport a la retirada i van aconseguir protegir la retirada d'artilleria.
Els republicans van recaure sobre Vihiers sense ser processats durant molt de temps. Leigonyer espera les ordres de Berruyer i intenta reunir les seves tropes per a un possible contraatac, però la derrota continua. A mitja nit, el general republicà només té sota les seves ordres el mig batalló del Finisterre i els dracs del 19è regiment. Per tant, es retira a Doué.
A Bois-Grolleau, els 180 granaders assetjats van resistir desesperadament. El castell es va incendiar i una ala es va esfondrar. El 20 d'abril, després de 24 hores de resistència, els defensors es van rendir.>

## Pèrdues
Al castell de Vezins, els Vendéens es van apoderar d'una caixa que contenia uns barrils de polvora.
Els republicans capturats a Bois-Grolleau van ser traslladats a Mortagne-sur-Sèvre. N'hi havia 147, és a dir, 65 granaders de Saumur i 82 granaders de Montreui. El 29 d'abril, dos d'ells van ser alliberats pels líders de la Vendée per proposar un intercanvi de presoners. L'1 de maig, els dos homes van enviar a la comissió Doué un missatge redactat per tots els granaders, que van afirmar que havien estat ben tractats, i després van marxar el 12 de maig per convertir-se en presoners per respectar el seu jurament. Mentrestant, el general Leigonyer va escriure al ministre de Guerra i al president de la Convenció Nacional per demanar-los instruccions sobre la conducta que s'haurien de prendre sobre aquest tema, però no va rebre cap resposta. Els presoners van ser finalment alliberats pels vendeans cap a finals de maig, a excepció de dos oficials, inclòs el comandant Tribert, que seria alliberat l'octubre a Saint-Florent-le-Vieil.

## Conseqüències
El general Berruyer es va assabentar de la derrota de Leigonyer poc després d'entrar a Jallais i immediatament va tornar a Chemillé. El dia 21, va escriure al ministre de Guerra per demanar més tropes, més oficials, més armes i més municions.
L'historiador Émile Gabory considera que Berruyer també va dividir les seves forces i compara el contraatac dels Vendeans amb el Combat dels Horacis i Curiacis.